# Ectatosia invitticollis
Ectatosia invitticollis là một loài bọ cánh cứng trong họ Cerambycidae.